# Raoul Pictet
Raoul-Pierre Pictet (Ginevra, 4 aprile 1846 – Parigi, 27 luglio 1929) è stato un fisico svizzero, la prima persona a liquefare l’azoto. Nacque a Ginevra e insegnò presso l’università locale. Si dedicò inoltre a studiare i problemi delle temperature basse e alla liquefazione e solidificazione dei gas.
Pictet è l'autore delle seguenti opere:
- Mémoire sur la liquéfaction de l'oxygène, la liquéfaction et la solidifaction de l'hydrogène et sur les théories des changements des corps (1878)
- Synthèse de la chaleur (1879)
- Nouvelles machines frigorifiques basées sur l'emploi de phénomènen physicochimiques (1895)
- Etude critique du matérialisme et du spiritualisme par la physique expérimentale (1896)
- L'Acétylène (1896)
- Le carbide (1896)
- Zur mechanischen Theorie der Explosivstoffe (1902)
- Die Theorie der Apparate zur Herstellung flüssiger Luft mit Entspannung (1903)

Pictet morì a Parigi nel 1929.